# Hundeslæde
En hundeslæde er en slæde trukket af en eller flere slædehunde og bruges til at rejse gennem sne- og isområder. Oprindeligt et transportmiddel i arktiske egne,Grønland, Alaska, Canada og Sibirien. I dag også som hobby/fritidsaktivitet i mange lande med passende klima, Norge, Sverige, Finland, Østrig, Schweiz, USA mv. Der bruges flere forskellige typer slæder.
Der er 3 hovedtyper:
Den grønlandske slæde anvendes på overflader med mest is og kun lidt sne. Mederne er smalle. Hundene er spændt for i vifteform, hvor hver hund har sin egen line forbundet til slæden.
Toboggaen bruges i terræn med høj sne, oprindeligt i Canadas skovområder. Den er smal og består af en slags kæmpe ski. Hundene er forspændt enkeltvis på en lang række. Traditionelt var der ofte en ”forløber”,  en person på snesko der trampede sneen for hundene.
”Nome”-slæden , også kaldet ”Nansen”-slæden  er en slags mellemting af de to ovennævnte med middelbrede meder og velegnet til  terræn med både is og sne. Hundene løber i par på en lang linje, evt. med en førerhund alene i spidsen.
Nomeslæden og toboggaen køres med en førerhund. På Grønland køres normalt ikke med førerhund. Ofte forveksles førerhunden med  den såkaldte ”bas”, som er hundespandets dominerende individ og øverst i hakkeordenen, men som ingen funktion har i forbindelse med selve kørslen.
Der er et strengt hierarki i et slædehundekobbel, flokken ledes af den såkaldte førerhund; nagalakken
Slædehunde har historiske været af ret blandet herkomst racemæssigt. Oftest nævnes 3 racer: Grønlandsk slædehund, Siberian Husky og  Alaskan Malamute. I væddeløbssammenhæng ser man i dag andre racer, bl.a. jagthunderacer.
En slædehund kan som generel rettesnor trække sin egen vægt dvs. omkring 30 - 40 kg. Den kan tilbagelægge omkring 60 km om dagen i gennemsnitlig dagsmarch. Hundeslæden styres med kommandoråb og pisk.
Grønlandsk: Stop: ”Uniit”, højre/ venstre:  ”juv” / ” ili”
Engelsk: Stop: Whoa; højre/ venstre:  ” gee”/ ” haw”